# Archivio delle psicopatie sessuali
El Archivio delle psicopatie sessuali fue una revista bisemanal italiana, posiblemente, fue la primera revista del mundo nacida con la idea de «ayudar» a los «anómalos sexuales» (homosexuales) a vivir mejor, deshaciéndose de los prejuicios a través de una mejor comprensión científica de su condición. Fue fundada en 1896 por el criminólogo napolitano Pasquale Penta, que en esta iniciativa precede a la muy conocida Jahrbuch für sexuelle Zwischenstufen de Magnus Hirschfeld, que se fundó en 1899. En cuanto a la revista Der Eigene, fundada en el mismo año que Archivio delle psicopatie sessuali, 1896, en realidad, inicialmente, se trataba de una revista política anarquista, que sólo a partir de 1898/1899 comenzó a tratar la sexualidad y la homosexualidad, pasando en 1899 a ser exclusivamente de tema homosexual.
En Archivio colaboraron algunos de los más importantes nombres de la naciente «liberación» sexual europea, como Marc André Raffalovich, Richard von Krafft-Ebing y Havelock Ellis. A pesar de su carácter de vanguardia, o quizás precisamente por ello, la revista sólo tuvo un año de vida. El cierre, realizada sin explicación, posiblemente no fue debida a poco éxito comercial, dado que fue necesario reeditar los tres primeros números que se habían agotado, sino a resistencias de tipo moral.

## Reseña de artículos
Lista de los artículos más importantes en relación con la homosexualidad publicados por la revista:
- Andrea Cristiani, «Autopederastia in un alienato, affetto da follia periodica», Archivio delle psicopatie sessuali, I 1896, pp. 182-187. Sobre el caso de un homosexual recluido en un manicomio, sodomita activo y pasivo, que, a falta de un sistema mejor para satisfacerse, se introducía objetos en el ano. «Como degenerado es sexualmente pervertido, y como degenerado le falta el sentido moral que le sirva para frenar el desahogo de los instintos sexuales pervertidos» (p. 186).
- Havelock Ellis, «Nota sulle facoltà artistiche degli invertiti», Archivio delle psicopatie sessuali, I 1896, pp. 243-245. Breve nota en la que observa que «es evidente que hay un nexo positivo entre la inversión y las facultades artísticas».
- Giulio Pelanda, «Ernie ed anomalie sessuali», Archivio delle psicopatie sessuali, I 1896, pp. 85-93. El autor había «descubierto» que entre los encerrados en el manicomio de Verona, muchos de los que eran «sexualmente pervertidos» sufrían de hernia. ¿La hernia, se pregunta, es un ulterior síntoma de «degeneración»? No considera la posibilidad de que los internos en cuestión tuviesen relaciones homosexuales por falta de mujeres.
- Giuseppe Penta, «Altro caso d'inversione sessuale in donna», Archivio delle psicopatie sessuali, I 1896, pp. 94-96. Breve nota sobre el cas de una mujer homosexual que deja entrever una cierta tolerancia divertida de la sociedad a la que se enfrenta.
- Pasquale Penta, «I pervertimenti sessuali nell'uomo e Vincenzo Verzeni strangolatore di donne: studio biologico», L. Pierro, Napoli 1893. La monografía trata de un caso de sadismo heterosexual que había dado mucho que hablar. No se trata de homosexualidad.
- Pasquale Penta, «Dei pervertimenti sessuali: caratteri generali, origine e significato dimostrati colle autobiografie di Alfieri e di Rousseau e col dialogo "Gli amori" di Luciano», Archivio delle psicopatie sessuali I 1896, fasc. 1 y 2. De nuevo, resumido, en: Capaccini, Roma 1896. Texto breve y divulgativo, curioso por ciertos documentos que cita, como la autobiografía de Alfieri.
- Pasquale Penta, «L'origine e la patogenesi delle inversioni sessuali secondo Krafft-Ebing e gli altri autori», Archivio delle psicopatie sessuali I 1896, pp. 53-70. Resumen: Capaccini, Roma 1896. Síntesis documentadísima de las explicaciones dadas por varios autores de finales del XIX para explicar las «causas» de la homosexualidad.
- Pasquale Penta, «Rassegna generale dei varii studi pubblicati sui pervertimenti sessuali dai primi sino ai più recenti dei giorni nostri», Archivio delle psicopatie sessuali, I 1896, pp. 91-105 e 11-117. En esta reseña se resumen las contribuciones de Johann Ludwig Casper (1856/58), Auguste Ambroise Tardieu (1857) y Carl von Westphal hasta hacia 1870. Penta tenía intenciones de proseguirla, pero la desaparición de la revista lo impidió.
- Pasquale Penta, «Recensioni», Archivio delle psicopatie sessuali, I 1896, pp. 26-27, 123-125, 192-198, 261-262, 284-286, 304-306, 322-324. Las recensiones de Penta no se limitaban a analizar libros, sino que también discutía las tesis, argumentando. De particular interés son las páginas pp. 192-198, en las que expone el caso de un homosexual californiano que poco a poco fue empujado literalmente a la locura por su «diversidad» (entre otras cosas, fue incluso castrado por la autoridad).
- Pasquale Penta e Alfredo D'Urso, «Sopra un caso d'inversione sessuale in donna epilettica», Archivio delle psicopatie sessuali, I 1896, pp. 33-39. Estratto: Capaccini, Roma 1896. «Toda profunda degeneración psíquica [...] no sólo altera [...] las funciones mentales [...] sino que disturba la aparición normal de los instintos sexuales.» La epilepsia y el lesbianismo de la muchacha son relacionados.
- Raffaele Perrone-Capano, «Recensioni», Archivio delle psicopatie sessuali, I 1896, pp. 127-128 e 286-290. Dos recensiones, una de las cuales es un resumen de Perversion et perversité de Laupts. Otras recensiones de otros autores en la misma revista se encuentran en las páginas 198-200 y 203-204.
- Marc André Raffalovich, «Gli studi sulle psicopatie sessuali in Inghilterra», Archivio delle psicopatie sessuali, I 1896, pp. 177-181. Resumen: Capaccini, Roma 1896. Vibrante llamada contra el puritanismo y la hipocresía inglesa, que impedían la publicación de cualquier estudio sobre la homosexualidad, aumentando así la ignorancia, y por lo tanto la «peligrosidad» de este comportamiento, como el sufrimiento de muchos «inocentes». Raffalovich vivía en Inglaterra y se vio reducido a publicar sus estudios sobre la homosexualidad en el extranjero (en general, en lengua francesa).
- Giuseppe Ziino, «Fu Shakespeare uno psicopata sessuale?», Archivio delle psicopatie sessuali, I 1896, pp. 307-309. Resumen: Capaccini, Roma 1897. Si, responde el autor, la fue.